# Matilde I, Condessa de Bolonha
Matilde I (Bolonha do Mar, c. 1105 – Hedingham, 3 de maio de 1152) foi a esposa do rei Estêvão e rainha consorte do Reino da Inglaterra de 1135 até sua morte. Também foi Condessa de Bolonha por direito próprio de 1125 a 1146.

## Biografia
Matilde foi a filha única de Eustácio III, Conde de Bolonha, e Maria da Escócia. Em 1125, ela se casou com Estêvão de Blois, filho de Estêvão II, conde de Blois, e de Adela da Normandia.
Quando o pai de Matilde abdicou do condado e se retirou para um mosteiro no ano de seu casamento, a grande honra de Estêvão na Inglaterra foi juntada com Bolonha e o igualmente grande feudo inglês que Matilde herdou, e o casal se tornou co-governantes de Bolonha.
À morte do rei Henrique I da Inglaterra, em 1135, Estêvão zarpou para a Inglaterra, tomando vantagem dos portos bolonheses mais próximos, e foi coroado rei, derrotando sua rival, a imperatriz Matilde. A condessa de Bolonha estava nos últimos meses de gestação e atravessou o Canal da Mancha depois de dar à luz um menino, Eustácio, o qual suceder-lhe-ia como conde. Matilde foi coroada rainha na Páscoa, em 22 de março de 1136.
Na guerra civil que se seguiu, conhecida como a Anarquia, Matilde provou ser o maior amparo de Estêvão. Depois que ele foi capturado na Batalha de Lincoln, Matilde reuniu os partidários do rei e formou um exército com a ajuda de Guilherme de Ypres, o lugar-tenente-mor de Estêvão. A imperatriz estava assediando o irmão de Estêvão, Henrique de Blois, bispo de Winchester, mas Matilde, por sua vez, passou a assediá-la, dispersando-a e capturando seu meio-irmão e maior amparo, Roberto, 1.º Conde de Gloucester.
Matilde governou Bolonha junto com seu esposo até 1150, quando passou a governar sozinha até 1151. Naquele ano, o condado foi passado para seu filho Eustácio e, quando este morreu, em 1153, seu filho sobrevivente Guilherme I herdou-o, seguido de sua filha Maria, em 1159.
Matilde morreu de uma febre, com cerca de 47 anos, no Castelo de Hedingham, em Essex, e seu corpo foi sepultado na Abadia de Feversham, a qual foi fundada por seu esposo.

## Filhos
Matilde e Estevão tiveram cinco filhos:
- Eustácio IV, Conde de Bolonha,marido de Constança de França, condessa de Toulouse. Sem descendência.
- Balduíno de Bolonha, morreu antes de 1135.
- Guilherme I, Conde de Bolonha,conde de Mortain de Surrey,marido de Isabel de Warenne.Sem descendência.
- Matilde de Bolonha, casada com Waleran de Beaumont, 1.° conde de Worcester. Sem descendência.
- Maria, Condessa de Bolonha,casada com Mateus da Alsácia,com quem teve as filhas Ida, Condessa de Bolonha e Matilde de Flandres, duquesa de Brabante.